# 승주 조승훈 가옥
승주 조승훈 가옥(昇州 趙昇勳 家屋)은 대한민국 전라남도 순천시 주암면 구산리에 있는 건축물이다. 1990년 2월 24일 전라남도의 문화재자료 제178호로 지정되었다.

## 개요
옥천 조씨 절민공파의 종가로 조선 숙종 2년(1676)에 조치형(1642∼1754)이 지었다고 한다. 이 마을은 약 550여년 전에 옥천 조씨 조지곤이 처음으로 살기 시작하여 형성되었다. 마을에는 친족간에 화목과 우애를 돈독히 하는 감락재가 남아 있으며, 귀두정과 경운각이 있었다고 하나 지금은 남아 있지 않다.
안채, 사랑채, 문간채, 곳간, 제실, 아래채, 중문간 등으로 구성되어 있으며, 솟을대문이 있던 곳에는 주춧돌만 남아 있다.
이 집에는 조선시대의 교지·영지·전령·고서 등을 많이 소장하고 있으며, 식기류와 교지통, 생활집기류 등이 남아 있어 당시 생활모습을 살필 수 있는 귀중한 자료를 제공하고 있다.

## 참고 문헌
- 승주조승훈가옥 - 국가유산청 국가유산포털